# Manaschi

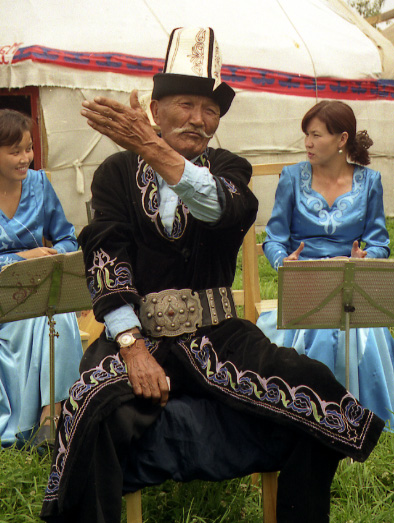
Manaschi recitant el Poema èpic de Manas, de tradició kirguisa, davant d'una yurta a Karàkol (Kirguizstan)

Els manaschi (abans de la influència soviètica també jomokchi) són els recitadors del poema èpic de Manas. D'acord amb la llegenda, el primer manaschi va ser un recitador contemporani al propi Manas anomenat Jaysan-yrchi. El segon manaschi fou un anònim kirguís que visqué a Ienissei a l'època del gran kanat kirguís (segles IX-X).

## Història
Els manaschi sorgiren com a recitadors orals en les societats kirguís de l'Àsia central, sobretot en aquelles societats nòmades. Aquestes societats nòmades tenien unes importants tradicions d'història i èpica oral. Aquests poemes èpics eren cantats per a beneir els campaments, donar coratge als guerrers, protegir el poblat, connectar amb la història ancestral del poble i per a affirmar la continuïtat d'aquest. Amb el temps, l'èpica cantada ha anat evolucionant juntament amb la situació social i política fins a arribar a ser fonamental en la creació de les identitats nacionals de molts pobles de l'Àsia central. Paradoxalment, aquest procés d'adaptació és el que ha mantingut moltes tradicions vives fins avui.

## Poema èpic de Manas
Els manaschi reciten exclusivament el poema èpic de Manas que conté més de 2 milions de versos. El poema és recitat principalment, però no exclusiva, per homes. D'acord amb les capacitats del manaschi, aquest pot incloure als versos versions pròpies tant des d'un punt de vista filosòfic com des d'un punt de vista poètic. El coneixement del manaschi ha d'abarcar el llenguatge literari del kirguís, ja que moltes de les paraules emprades en el poema no existeixen en l'idioma actual. Els recitadors no es limiten a recitar el poema, sinó que en fan una representació que inclou gesticulació, modulacions de la veu i, sobretot, ritme. Per tant, es pot concloure que cada manaschi desenvolupa la seva pròpia manera de recitar el poema, amb la seva pròpia melodia i el seu propi ritme. N'hi ha molts que reciten el poema acompanyats per instruments musicals mentre n'hi ha d'altres que defensen que això no està permès.
Una de les característiques del kirguís és la seva melodia vocàlica, fet que fa l'idioma perfectament adequat per a llargs recitals; el fet que moltes paraules comencin per "k", fa que sigui fàcil marcar el ritme seguit.